# Жіноча збірна Швейцарії з хокею із шайбою
Жіноча збірна Швейцарії з хокею із шайбою — національна жіноча команда Швейцарії, що представляє країну на міжнародних змаганнях з хокею із шайбою. Опікується командою Швейцарський хокейний союз. Найкращі досягнення команди на світових форумах четверте місце у 2008 році, на Олімпійських іграх бронзові нагороди у 2014 році. В самій Швейцарії налічується 1 043 жінок-гравців у 2011 році.

## Результати

### Виступи на чемпіонатах Європи
- 1989 – 5 місце
- 1991 – 5 місце
- 1993 – 5 місце
- 1995 – Бронзові медалі
- 1996 – 5 місце

### Виступи на чемпіонатах світу
- 1990 – 5 місце
- 1992 – 8 місце
- 1994 – 7 місце
- 1997 – 7 місце
- 1999 – 8 місце
- 2000 – 10 місце
- 2001 – 9 місце (Дивізіон І)
- 2004 – 8 місце
- 2005 – 1 місце (Дивізіон І)
- 2007 – 5 місце
- 2008 – 4 місце
- 2009 – 7 місце
- 2011 – 6 місце
- 2012 – Бронзові медалі
- 2013 – 6 місце
- 2015 – 6 місце
- 2016 – 7 місце
- 2017 – 7 місце
- 2019 – 5 місце
- 2021 – 4 місце
- 2022 – 4 місце
- 2023 – 4 місце
- 2024 – 5 місце
- 2025 – 5 місце

### Виступи на Олімпійських іграх

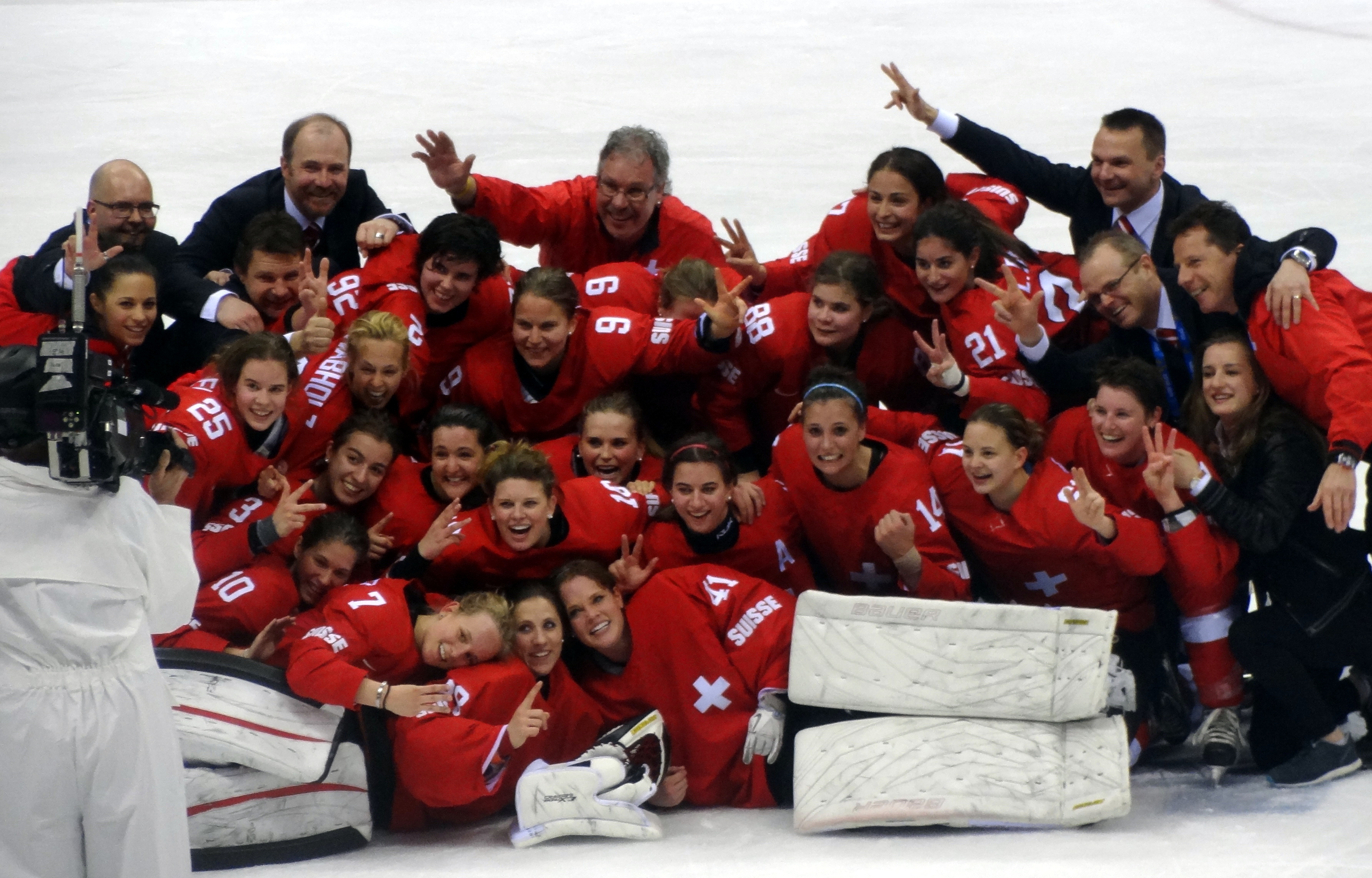
Збірна Швейцарії на Зимовій Олімпіаді в Сочі

- 2006 – 7-е місце
- 2010 – 5-е місце
- 2014 – Бронзові медалі
- 2018 – 5 місце
- 2022 – 4 місце